# Lepeoptheirus anguilli
Lepeoptheirus anguilli är en kräftdjursart som beskrevs av Hamond 1976. Lepeoptheirus anguilli ingår i släktet Lepeoptheirus och familjen Caligidae. Inga underarter finns listade i Catalogue of Life.